# Szweple
Szweple – obecnie część Królewszczyzny na Białorusi, w obwodzie witebskim, w rejonie dokszyckim, w sielsowiecie Królewszczyzna.

## Historia
W czasach zaborów w granicach Imperium Rosyjskiego.
W dwudziestoleciu międzywojennym wieś leżała w Polsce, w województwie wileńskim, w powiecie dziśnieńskim, w gminie Dokszyce a następnie w gminie Porpliszcze.
Według Powszechnego Spisu Ludności z 1921 roku zamieszkiwało tu 217 osób, 27 było wyznania rzymskokatolickiego a 190 prawosławnego. Jednocześnie 12 mieszkańców zadeklarowało polską przynależność narodową a 205 białoruską. Były tu 42 budynki mieszkalne. W 1931 w 48 domach zamieszkiwało 245 osób.
Miejscowość należała do parafii rzymskokatolickiej w m. Zaszcześle i prawosławnej w Hołubiczach. Podlegała pod Sąd Grodzki w Głębokiem i Okręgowy w Wilnie; właściwy urząd pocztowy mieścił się w Hołubiczach.